# Nothocestrum breviflorum
Nothocestrum breviflorum, tiếng Anh thường gọi là Smallflower ʻAiea, là một loài cây gỗ thuộc họ cà, Solanaceae, là loài đặc hữu của the island of Hawaiʻi.

## Hình ảnh

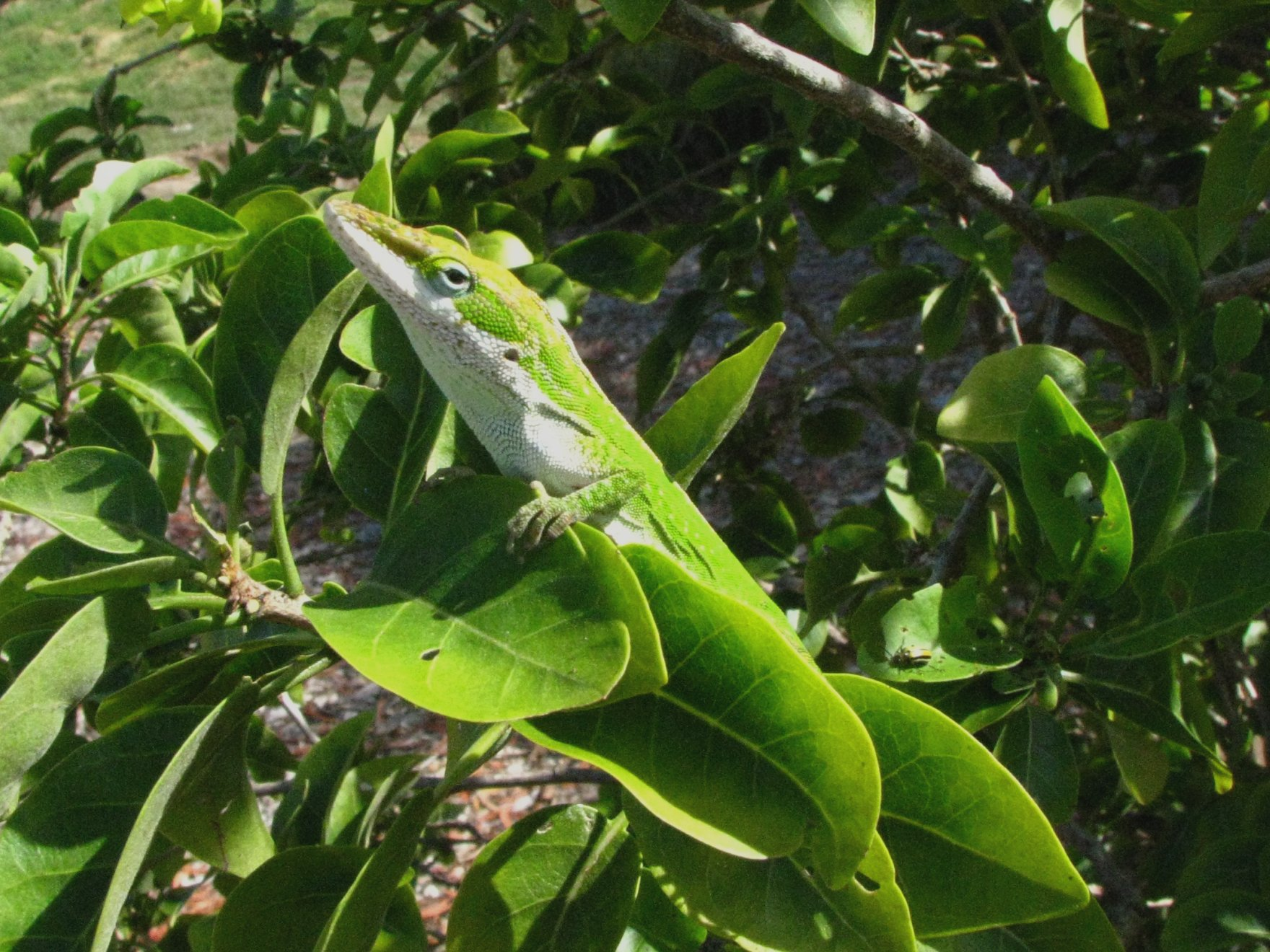
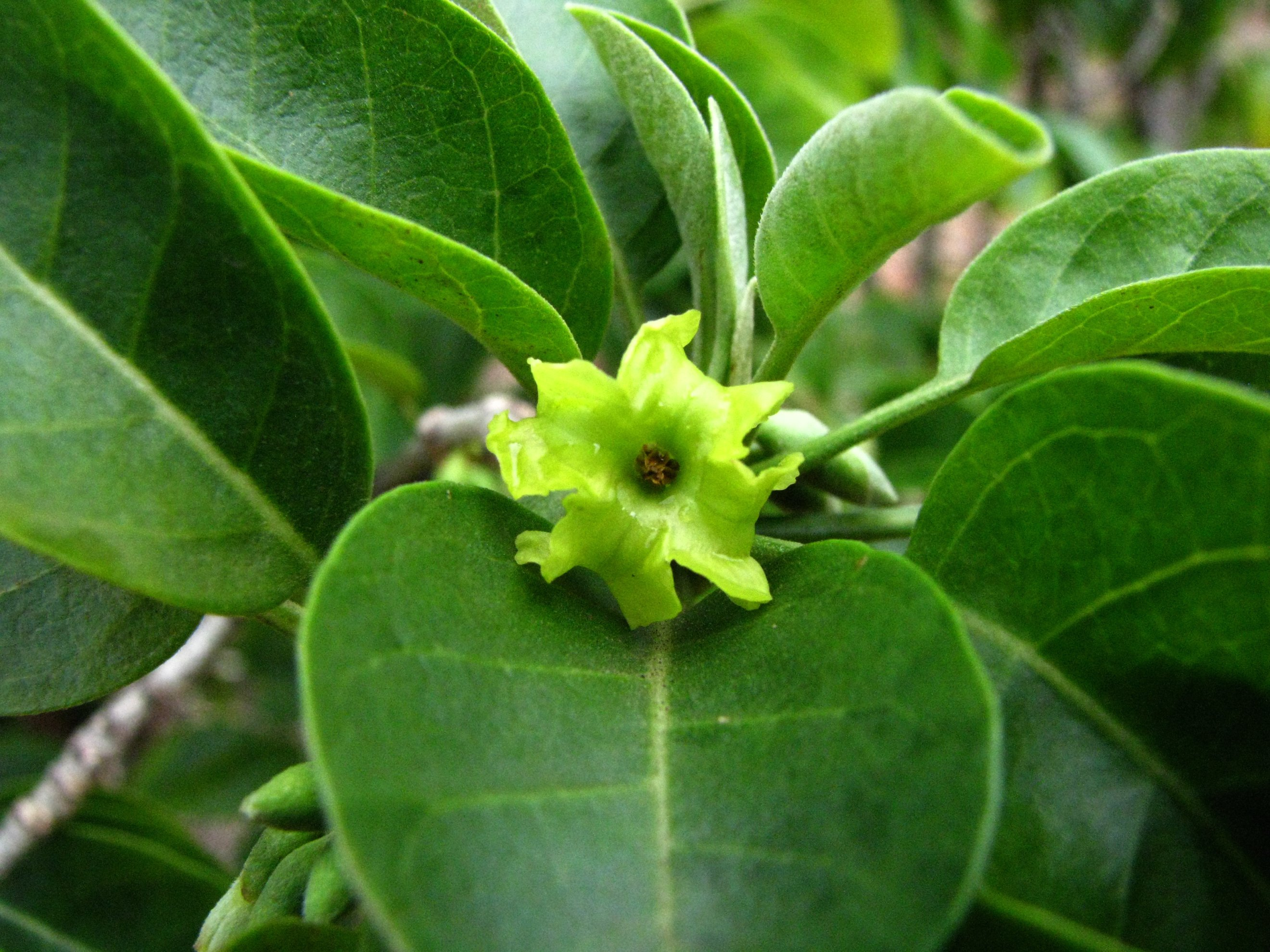
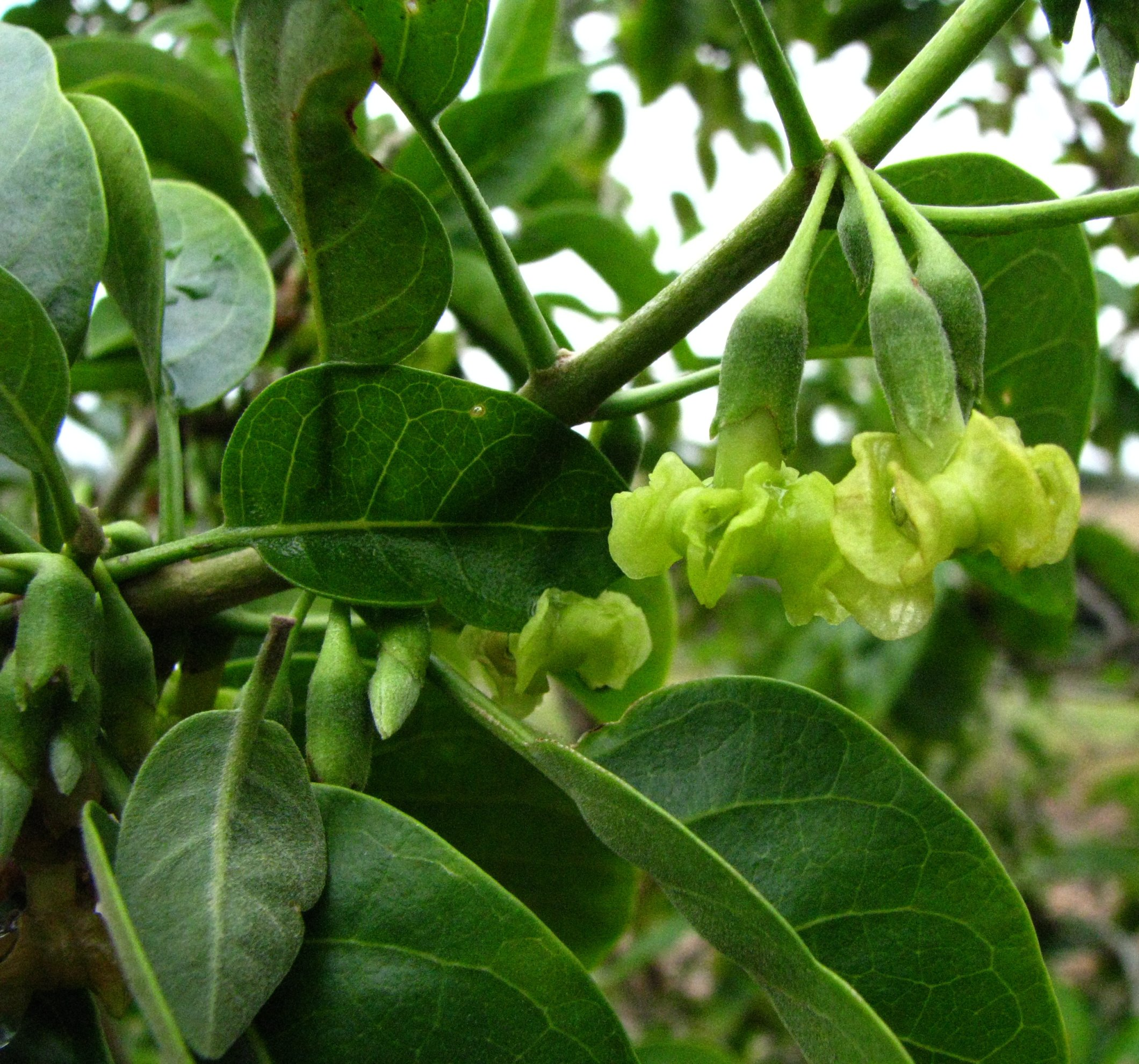
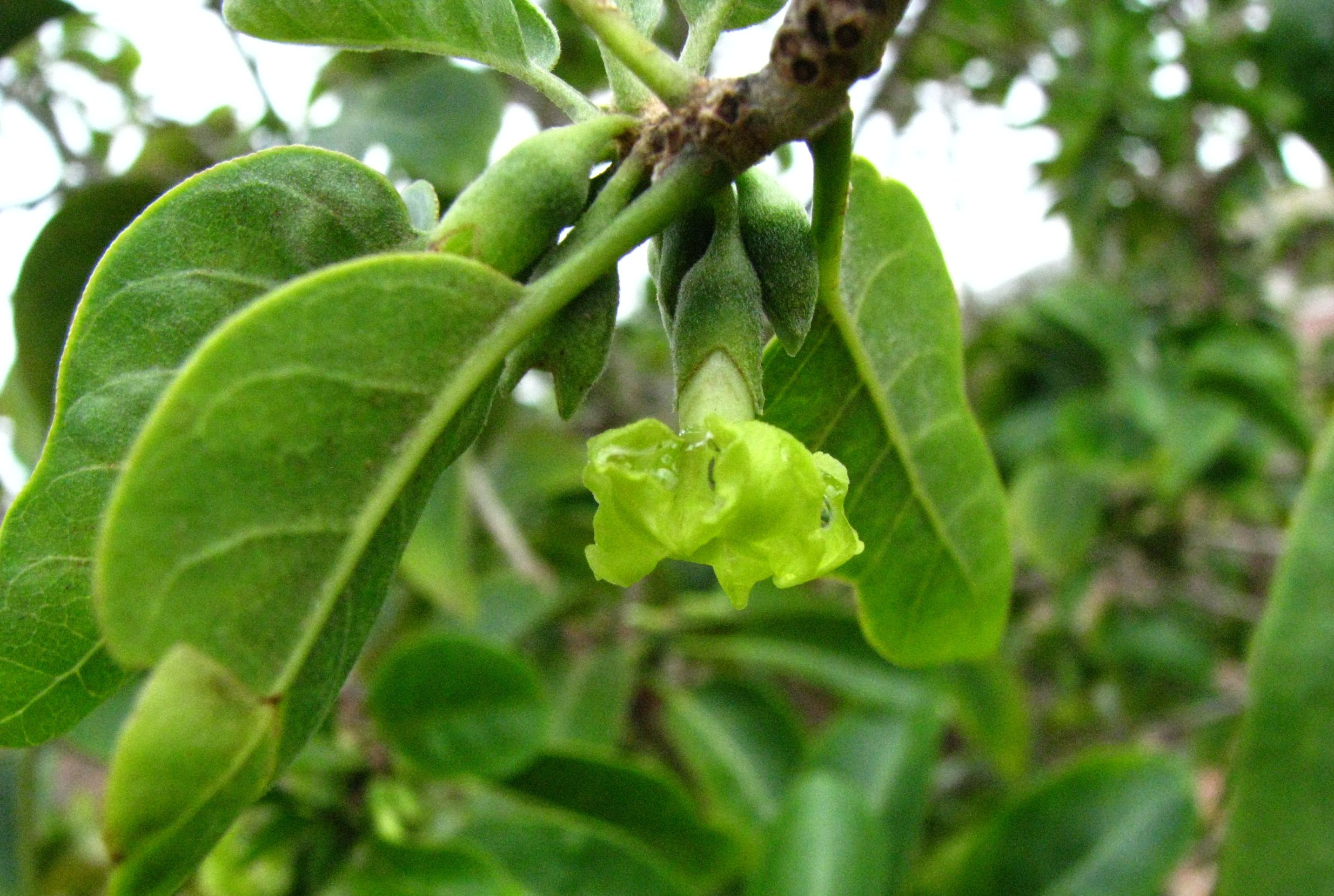